# Conrad Berndt
Conrad Berndt (* 29. Dezember 1871 in Gützkow; † nach 1939) war ein deutscher Jurist und Politiker (DDP).

## Leben
Nach dem Abitur 1889 am Gymnasium in Stargard studierte Berndt Rechts- und Staatswissenschaften an den Universitäten in Halle, Tübingen, Leipzig, Berlin und Greifswald. Zu Ostern 1889 legte er das Zweite Juristische Staatsexamen ab und 1894 wurde er an der Greifswalder Universität mit dem Dissertationsthema Der rechtliche Schutz völkerrechtlicher Normen nach deutschem Reichsrecht zum Doktor der Rechte promoviert. Nach seiner Zulassung als Rechtsanwalt war er ab Herbst 1899 am Landgericht Stettin tätig, ab 1920 auch als Notar.
Berndt trat in die Deutsche Demokratische Partei (DDP) ein und war 1921 bis 1922 sowie von 1925 bis 1929 Mitglied des Parteiausschusses. Von 1919 bis 1921 war er Mitglied der Verfassunggebenden Preußischen Landesversammlung für Pommern. Im Februar 1921 wurde er als Abgeordneter in den Preußischen Landtag gewählt, dem er bis 1924 angehörte. Im Parlament vertrat er den Wahlkreis 6 (Pommern).
Nach der Machtübernahme der Nationalsozialisten wurde Berndt 1933 aus der Stettiner Anwaltschaft ausgeschlossen. Im Juni 1939 wurde er in der SD-Übersicht „Erfassung führender Männer der Systemzeit (Liberalisten – Pazifisten)“ verzeichnet.